# Novak Bošković
Novak Bošković (serbisch-kyrillisch Новак Бошковић; * 23. Mai 1989 in Sombor, SFR Jugoslawien; † 3. Februar 2019 in Crvenka, Serbien) war ein serbischer Handballspieler.

## Karriere

### Verein
Der 1,96 m große rechte Rückraumspieler spielte in Serbien für den RK Crvenka, den RK Vrbas und den RK Priboj. Im Jahr 2010 wechselte der Linkshänder für zwei Jahre nach Israel zu Maccabi Tel Aviv. In der Saison 2012/13 stand er beim slowenischen Erstligisten RD Koper unter Vertrag. Anschließend kehrte er nach Tel Aviv zurück, wo er 2014 die israelische Meisterschaft gewann. Nach einer Saison beim ungarischen Erstligisten Tatabánya KC lief er wieder für Maccabi auf und gewann 2016 erneut die Ligat ha’Al. Nach einer kurzen Station beim rumänischen Verein Dinamo Bukarest spielte er ab November 2017 für Hapoel Rischon LeZion, mit dem er 2018 seine dritte israelische Meisterschaft feierte.

### Nationalmannschaft
Mit der serbischen A-Nationalmannschaft belegte Novak Bošković den 15. Platz bei der Europameisterschaft 2016, dabei warf er drei Tore in drei Partien.

## Privates
Novak Bošković beging am 3. Februar 2019 vor seinem Haus in Crvenka Suizid. Er hinterließ seine Ehefrau und die gemeinsame Tochter.